# سايلنت هيل 3
سايلنت هيل 3 ؛ التلة الصامتة الجزء الثالث (Silent Hill 3) لعبة فيديو رعب البقاء والجزء الثالث سلسلة سايلنت هيل، من إنتاج ونشر شركة كونامي، متوفرة لـ بلاي ستيشن 2 ومايكروسوفت ويندوز وهي تكملة مباشرة للأول لعبة سايلنت هيل، تتبع هيذر المراهقة التي تتورط في مكائد الطائفة الدينية، والتي تسعى إلى إحياء الآله الخبيثة. تم إصدار اللعبة في مايو 2003، مع منفذ مايكروسوفت ويندوز وصدرت نسخة عالية الدقة مُعاد تصميمها كجزء من مجموعة Silent Hill HD Collection (2012) لجهاز بلاي ستيشن 3 وإكس بوكس 360.
تم التخطيط أصلاً لتكون أطلاق النار على السكك الحديدية، كنتيجة للمبيعات البطيئة في البداية لـ سايلنت هيل 2 في اليابان، تم تطوير سايلنت هيل 3 في وقت واحد تقريبًا جنبًا إلى جنب مع دفعة أخرى في السلسلة، سايلنت هيل 4: الغرفة (2004). من بين التأثيرات على سايلنت هيل 3 فيلم سلم يعقوب وأعمال الروائي ستيفن كينغ. باعت سايلنت هيل 3 أكثر من 300,000 نسخة بحلول نوفمبر 2003 وحققت نجاحًا كبيرًا، وحصلت على الثناء لعرضها، بما في ذلك البيئات والرسومات والصوت، بالإضافة إلى عناصر الرعب الشاملة والموضوعات التي استمرت من الأقساط السابقة؛ كانت هناك أيضًا انتقادات طفيفة لقصر طول اللعبة وآليات اللعب. تم تبني القصة بأسهاب في فيلم سايلنت هيل: الوحي 3D لعام 2012.

## أسلوب اللعب
سايلنت هيل 3 هي لعبة فيديو رعب البقاء حيث يتحكم اللاعب في هيذر، وهي مراهقة تستيقظ من كابوس في مركز تجاري وتحاول العودة إلى منزل والدها، بينما تتنقل في بيئات تتأرجح بين الواقع والعالم الآخرالذي هو نسخة أكثر دموية وخارقة للطبيعة. تشبه طريقة اللعب في إلى حدٍ كبير سالفتها، حيث يتم تعيين طريقة اللعب في منظور الشخص الثالث ومقسمة بين عناصر القتال والاستكشاف وحل الألغاز. يمكن تحديد صعوبة كل من عناصر القتال والألغاز في اللعبة بشكل منفصل. في حالة صعوبات اللغز، هناك فرق كبير بين مستوى الصعوبة «المتوسط» ومستوى الصعوبة «الصعب»؛ يتطلب أحد الألغاز على المستوى «المتوسط» التعرف على الأنماط البسيطة فقط، بينما تتطلب نسخة مستوى الصعوبة «الصعبة» لنفس اللغز معرفة مسرحيات شكسبير حتى تكتمل.
للمساعدة في الاستكشاف، تحصل هيذر على مصباح يدوي وراديو في وقت مبكر، حيث يتصاعد الأخير عند اقتراب الوحوش. يمكنها العثور على المواد «الصحية»، مثل أدوات الإسعافات الأولية ومشروبات الطاقة ولحم البقر المُقدد، الذي يستخدم لجذب الوحوش بعيدًا عن طريقها؛ ومجموعة من الأسلحة النارية وأسلحة المشاجرة لصد الوحوش. يمكنها أيضًا صدّ وتنفيذ مناورات الخطوات الجانبية لتجنب الأعداء. ستقوم هيذر أيضًا بتحديث أي خرائط ذات صلة بالمنطقة مع ملاحظات على الأبواب المغلقة والمناطق التي يتعذر الوصول إليها والأدلة المحتملة للألغاز. بينما تظل مخططات الطوابق للبيئات المختلفة متسقة إلى حد كبير بين الواقع والعالم الآخر، فقد يتعذر الوصول إلى مناطق معينة في العالم الآخر، مع ظهور حواجز أو خلجان لا نهاية لها في الشارع، على سبيل المثال. تتميز اللعبة أيضًا بأسلحة وأزياء غير قابلة للفتح.

## القصة
أن سلسلة silent hill من أكثر الألعاب التي تهتم بالقصص والسيناريو..
فكما أبهرتنا silent hill 2 بقصتها..
ستبهرنا silent hill 3 برواية جديدة، ولكن هذه المرة مع شخصية انثوية لها طابع خاص ومميز..
الرواية الجديدة من سلسلة silent hill تتحدث عن قصة فتاة تدعى Heather ..
هذه الفتاة تريد أن تعرف من أين أتت، أي انها تريد أن تعرف حقيقة ولادتها..
كانت Heather تتسوق في أحد المجمعات كأي يوم عادي من حياتها.. ذهبت لتتناول العشاء
في مطعم اسمه Happy Burger , فجلست بإحدى مقاعد المطعم لكي تنتظر وصول الوجبة..
وهي تنتظر أصابها النعاس فقررت أخد قيلولة بسيطة..
وفجأة ترى نفسها في كابوس مخيف ! , ثم استيقظت وجدت نفسها نائمة على طاولة غريبة
ومختلفة عن طاولة المطعم !
خرجت من المطعم بسرعة ووجدت هاتف، التقطت الهاتف وقامت بالاتصال لوالدها...
أثناء تحدثها مع والدها، لاحظت أنه يوجد رجل بجانبها يرتدي معطف بني
ويبدو انه ينتظر شيء ما. Heather انهت المكالمة وذهبت للرجل الغريب
وقالت له انه بإمكانه استخدام الهاتف الآن، ولكنه لم يجب عليها واكتفى بهز رأسه..
Heather قررت الرحيل من المجمع واثناء سيرها للخروج اقترب منها الرجل الغريب
وقال لها انه يريد التحدث معها، قال لها ان اسمه Douglas Cartland ويعمل
كمحقق، وقال لها انه يريد أن يتحدث معها، ويحتاج من وقتها مدة
لاتزيد عن نصف ساعة، حيث قال انه بإمكانه مساعدتها في اكتشاف حقيقة ولادتها..
ولكن Heather لم تهتم لكلامه واستمرت في سيرها للخروج من المجمع..
قام Douglas Cartland بالصراخ عليها واخبرها بأن الأمر مهم جدا وانه جاد في كلامه، انزعجت
Heather وقامت بالركض وخرجت خارج المجمع، ولكن ماذا يحدث هنا؟ ماذا حدث بالمدينة؟
تفاجئت Heather وقالت انها ليست مدينتي !
```
انها مدينة silent hill ..
```

ما مصير Heather وكيف وصلت إلى مدينة silent hill ؟ ماذا حدث اثناء نومها بالمطعم؟
وما قصة الرجل الغريب؟ كيف عرف بأن Heather تريد أن تعرف حقيقة ولادتها؟
وهل ستعرف Heather حقيقة ولادتها فعلاً؟
كل هذا ستجده في أحد أروع العاب الرعب وأروع ما قدمته سلسلة silent hill
silent hill 3

## نبذة عنها
تم اصدارها في 3 يوليو 2003 في اليابان لأول مره، ثم اصدرت في أمريكا الشمالية والشرق الأوسط في السادس من أغسطس في العام نفسه.

## الجرافيكس
لطالما ابهرتنا silent hill برسومها القوية والتي تعتبر من أقوى الرسومات في الاجيال الماضية..
فكما تميزت silent hill 2 بقوة الرسوم في ملامح الوجه والدقة في رسوم الوحوش ومظهر المدينة..
هاهي silent hill 3 تبهرنا بجرافيكس اقوى من ذي قبله بـ 3 اضعاف.. لم يتوقع أحد أن تتحسن ملامح
الوجه ورسوم الملابس، البيئة في silent hill 3 أصبحت أكثر دقة وجمالاً عن silent hill 2 ..
الانميشن تطور بشكل كبير واصبحت تحركات الشخصية أكثر سلاسة وواقعية، الاسلحة رسومها أصبحت أكثر دقة
واحترافية، وتم تصميم بعض الوحوش الجديدة وكالعادة شكلها غريب ولكن دقة التصميم والرسم يبهرنا دائما..
حيث تعد من أقوى الألعاب من هذا الجيل بالجرافيكس..

## الأصوات
أكثر ما يميز سلسلة Silent Hill .. فكل جزء يأتي لنا أكيرا بمكتبة صوتية جديدة تماماً
ومختلفة عن ذي قبلها..
Silent Hill 3 تقدم لنا أصوات مرعبة جديدة وعددها أكثر من الاصوات الموجودة
في Silent Hill 2 , أيضا تقدم لنا بعض المقطورات الحزينة التي تأتي في المقاطع المؤثرة..
ولكن Silent Hill 3 حاولت أن تقدم تجربة أكثر رعب، فأصبحت عدد المقطورات الحزينة
أقل من الموجودة في Silent Hill 2 , الآن ستسمع أصوات مرعبة ومقطورات مخيفة
طيلة وقتك وأنت تلعب.
أيضا قام أكيرا بالتعاون مع مغنية تدعى Mary Elizabeth لتغني على بعض الالحان
الذي يصنعها.. فأصبحت المقطورات أكثر طولاً وابداعاً..
قام أكيرا على العمل على اشياء كثيرة في Silent Hill 3
فلم يكتفي بأن يكون مدير الاصوات والساوند تراك بل أصبح منتج اللعبة بأكملها..
وتخصص الإنتاج لا يعطى الا لشخص تستطيع أن تثق به، فـ Konami لم تعطي الإنتاج
لـ أكيرا هدراً.. بل لمعرفتها انه شخص يمتلك فكر عالي ويساعد على نجاح اللعبة بشكل كبير
وهذا ما حدث فعلاً..

## شخصيات سايلنت هيل 3
تتميز silent hill دائما بعمق القصة، والشخصيات جزء مهم يساعد على تعمق القصة
أكثر وأكثر، ففي silent hill كل شخصية لها طابع خاص ولها حكايتها..
silent hill 3 هذه بعض الشخصيات المهمة في اللعبة:
الاسم: Heather
العمر: 17 سنة
معلومات:

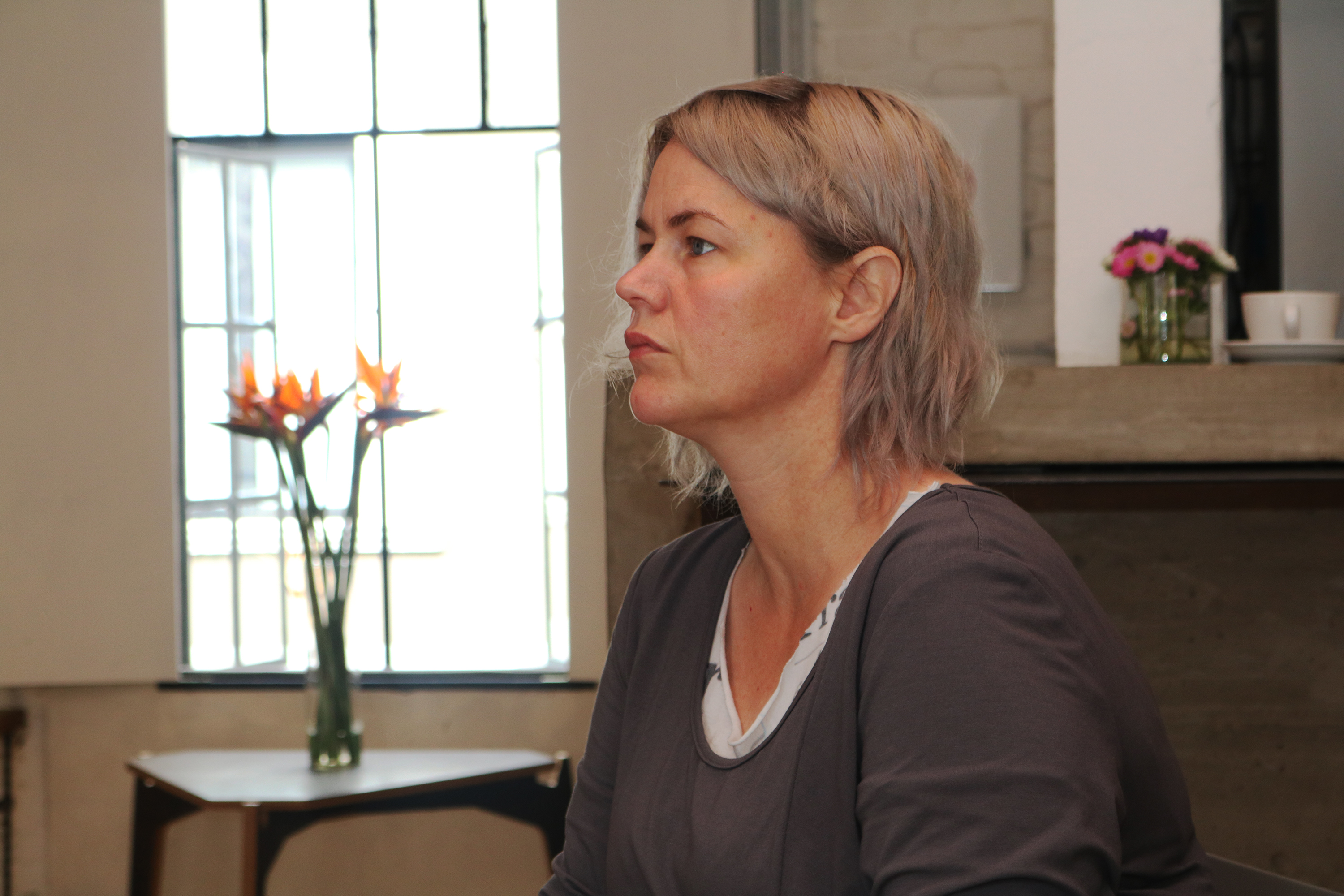

الشخصية الرئيسية باللعبة، حيث هي من ستتحكم بها طوال الوقت
Heather بنت عادية في سن المراهقة، تحب أن تتسوق يوم واحد في كل اسبوع ولا
تحب أن تكون محصورة في مكان واحد بالعالم، بل تحب التسوق في أكثر من مكان
وتحب السفر والتنقل كثيراً
ويبدو انها قادرة على الصمود لكي تبقى حية في مدينة silent hill , ولكن ما يجعلنا
نقلق انها ليست محترفة في التصرف، فهي مازالت صغيرة بسن المراهقة، وهذا أول
تحدي لها للبقاء على قيد الحياة..
اما بالنسبة لمواصفاتها، هي تملك شعر ناعم باللون الأشقر، شعرها ليس طويل ومزاجها جدا قصير
هي تبدو لطيفة وطريفة لكل شخص، أيضاً هي متعلقة بوالدها بشكل كبير وتحبه كثيراً..
أيضا هي لاتحب التحدث مع الغرباء..
Heather لا تملك عمل لجلب المال.
الاسم: Claudia Wolf
العمر: 29 سنة
معلومات:

Claudia تمتلك وجه شاحب وشعر أشقر طويل، ولا تبدو شخصية عادية، وقد تكون
هي السبب لوجود الوحوش وانتقال Heather لمدينة silent hill ..
Claudia كاهنة في مجموعة تدعى Cult Teachings , وقالت لـ Heather انها
الوحيدة القادرة على اعطائها الجنة
الاسم: Douglas Cartland
العمر: في أواخر الـ 50
معلومات:
Douglas هو رجل كبير بالسن، أول لقاء لـ Heather معه كان في المجمع بعدما
استيقظت من النوم ولاقت نفسها في مدينة silent hill , ويبدو ان Heather لم تعجب به
وترتاح له ..
هو يملك شعر ولحية باللون الرمادي، هو رجل مباحث ويريد أن يعلم بعض الاشياء
عن Heather لكي يفسر لها سبب وجودها بالمدينة، هذا ما قاله ..
Douglas كان يعمل لدى Claudia لكي يوقف Heather عن اكمال مسارها للخروج
من المدينة وجلب المشاكل لها، ولكنه تدارك نفسه وتراجع عن قراره، وهو الآن يحاول
ان يثبت انه شخص طيب ..
دائما يكون حظه سيء، فدائما يلاقي Heather في مكان خطر ووقت خاطئ، وهو يريد
أن يقابلها للحديث معها فقط ومساعدتها، ولكن حظه دائما ما يقف ضده، فملاقاته بها
في مكان خطر ووقت غير مناسب يجعل Heather تخاف وتقلق منه، فلا يمكنه الحديث معها ..
الاسم: Vincent
العمر: مابين 24 - 26
معلومات:

Vincent يبدو أنه رجل غريب جدا ودائما ما يطلب من الناس الوثوق به، ولكن Heather
لا تريد الوثوق به ..
أول لقاء لـ Heather مع Vincent كان في متجر يدعى Hilltop Center , وبالتحديد
في عيادة للأمراض النفسية موجودة داخل المتجر، وهذا يوضح أن Vincent خبير في مجال
الطب النفسي ..
هو يملك شعر بني ويلبس النظارات، وغالباً ما يبتسم ..
Vincent هو أيضا كاهن بمجموعة Cult Teachings , ومشهور في المجموعة
باسم: Father Vincent ..

## الأعداء
الوحوش في silent hill 3 شبيهة بـالموجودة في silent hill 2 ...
تم إضافة وحوش جديدة وكالعادة شكلها غريب وبشع، تمتاز بالمظهر المخيف
وتحركات الوحوش أصبحت أكثر رعب الآن، الوحوش تم زيادتها بشكل ملحوظ جدا
فستكون مرتبك في معظم مراحل اللعبة، أيضا كل وحش يمتاز بشيء معين
وهذه ميزة جميلة باللعبة، حيث أن بعض الوحوش لا ترى في الظلام
والبعض الآخر لا يرى شي في الاماكن المنيرة ..

## الأسلحة
أن silent hill تتميز بضعف الاسلحة وقلتها .. بالإضافة إلى قلة الذخائر بالنسبة للأسلحة
النارية .. أيضا تعتمد كثيرا على الهروب وحل الالغاز، ويجب عليك التفكير كثيرا قبل استخدام أي سلاح
ناري، فمن الأفضل أن تستخدم الاسلحة اليدوية أكثر عن باقي الانواع من الاسلحة ..
الاسلحة في silent hill 3 لم تتغير كثيراً عن سابقتها silent hill 2 .. انما تم زيادتها وتم
تحسين تصميمها، فأصبحت أكثر واقعية بسبب الجرافيكس القوي الذي تواجد في silent hill 3 ..
ومازالت اللعبة تعتمد على ضعف الاسلحة وقلتها، فالذخائر ستكون قليلة جدا جدا، فلا تهدرها
أيضا تم إضافة الرشاشات في هذا الجزء، وهذا يعطي اللاعب حماس أكثر ..
وقد تم إضافة الكثير من الاسلحة الفرعية التي تتطلب البحث أو شروط لفتحها،
هذه بعض الاسلحة الرئيسية:
الاسم: Knife
وصف بسيط: سلاح جيد للدفاع عن النفس، سريع نوعاً ما
الاسم: Handgun

وصف بسيط: يمكنك تعبئة 10 رصاصات في الذخيرة الواحدة، صغير الحجم وليس قوي جدا
عندما تقارنه بالاسلحة النارية الأخرى، ولكنه يمتاز بسهولة الاستخدام
الاسم: Steel Pipe

وصف بسيط: يمتاز هذا السلاح بالطول، طوله قد يصل إلى 3 أقدام، ليس قوي جدا، ولكنه
سهل الاستخدام
الاسم: Shotgun

وصف بسيط : يمكنك تعبئة 6 رصاصات في الذخيرة الواحد، رائع جدا في صد هجوم العدو
من النادر أن ترى ذخائره بكثرة، ممتاز جدا لمواجهة الزعماء، ومدمر للاعداء ..
يمتاز بالقوة الصارمة
الاسم : Maul
وصف بسيط : من أكبر الاسلحة اليدوية، ثقيل نوعاً ما، صعب الاستخدام ولكنه قوي نوعاً ما
الاسم : Katana
وصف بسيط : سيف يمتد طوله إلى قدمين، قوي جدا وسهل الاستخدام، من أكثر الاسلحة
اليدوية قوة وصرامة
الاسم : Submachine Gun

وصف بسيط : يمكنك تعبئة 32 رصاصة في الذخيرة الواحدة، قوي وسريع جدا
بالنسبة للأسلحة الفرعية، تمتاز بأنها أقوى بكثير من الاسلحة العادية، ولكن لها متطلبات
للفتح، فمنها من يطلب البحث فقط، ومنها من يطلب حل لغز معين، والاخر انهاء اللعبة مرتين مثلاً ..

الاسم : Flamethrower
الاسم : Beam Saber
الاسم : Silver Pipe
الاسم : Gold Pipe
الاسم : Stun Gun

## الأستقبال
| استقبال |                          |
| --- | ------------------------ |
| مجموع النقاط المجموع نقاط ميتاكريتيك 85/100 (PS2) [ 7 ] 72/100 (PC) نتائج المراجعة نشرة نقاط غيم إنفورمر 8.75/10 (PS2) [ 8 ] غيم سبوت 8.4/10 (PS2) [ 3 ] 7.6/10 (PC) غيم سباي 8.7/10 (PS2) [ 6 ] 6.8/10 (PC) غيم زون 8.5/10 (PS2) [ 9 ] 8.0/10 (PC) [ 4 ] آي جي إن 8.8/10 (PS2) [ 1 ] 9.0/10 (PC) [ 5 ] |                          |
| مجموع النقاط |                          |
| المجموع | نقاط                     |
| ميتاكريتيك | 85/100 (PS2) 72/100 (PC) |
| نتائج المراجعة |                          |
| نشرة | نقاط                     |
| غيم إنفورمر | 8.75/10 (PS2)            |
| غيم سبوت | 8.4/10 (PS2) 7.6/10 (PC) |
| غيم سباي | 8.7/10 (PS2) 6.8/10 (PC) |
| غيم زون | 8.5/10 (PS2) 8.0/10 (PC) |
| آي جي إن | 8.8/10 (PS2) 9.0/10 (PC) |

تلقى Silent Hill 3 تقييمات إيجابية ، حيث حصلت على تصنيف 85/100 في ميتاكريتيك لإصدار PlayStation 2.
العائدات والارباح
حققت الكثير من الإيرادات والارباح في كل من أمريكا الشمالية واليابان..

## مواضيع لها صلة بالموضوع
- Official websites for Europe على موقع واي باك مشين (نسخة محفوظة June 15, 2011), Japan

## وصلات خارجية
- سايلنت هيل 3 على موقع IMDb (الإنجليزية)